# Егоров, Андрей Вячеславович
Андрей Вячеславович Егоров (род. 19 сентября 1982) — российский хоккеист, нападающий.

## Биография
Воспитанник петербургского СКА. В сезонах 1999/2000 — 2004/05 играл за вторую команду.
9 декабря 2000 года провёл единственный матч за СКА в Суперлиге, когда основной состав команды улетел в США на матчи со студенческими клубами, и в гостевом матче с новокузнецким «Металлургом» (0:13) вышли дублёры.